# دریاچه ارومیه
دریاچهٔ ارومیه که با نام‌های دریاچه شاهی، رضايیه و دریاچه چیچست نیز شناخته می‌شود، یک دریاچه آب شور در شمال غربی ایران و بزرگ‌ترین دریاچه داخلی این کشور است. این دریاچه میان دو استان آذربایجان غربی و آذربایجان شرقی قرار گرفته است. سطح آب دریاچه در دهه‌های اخیر به‌طور چشمگیری کاهش پیدا کرده و تا سال ۱۴۰۱، ۹۵ درصد دریاچه خشک شده است.
مساحت این دریاچه در سال ۱۳۷۷ در حدود شش هزار کیلومتر مربع بود که در ردیف بیست و پنجمین دریاچه بزرگ دنیا از نظر مساحت قرار می‌گرفت. دریاچه ارومیه در سال ۱۳۷۴ بیشترین حجم آب به میزان ۳۲ میلیارد متر مکعب آب داشته است. دریاچهٔ ارومیه به عنوان بزرگ‌ترین دریاچهٔ داخلی ایران، بزرگ‌ترین دریاچهٔ آب شور در خاور میانه، و ششمین دریاچهٔ بزرگ آب شور دنیا شناخته می‌شد.
حوزه آبریز دریاچه ارومیه در مختصات جغرافیایی ۴۴٫۱۳ تا ۴۷٫۵۴ طول شرقی و ۳۵٫۴۱ تا ۳۸٫۳۰ عرض شمالی قرار دارد. بخش شمالی آن از یک محدودهٔ کم‌وبیش مسطح تشکیل شده است که بین ارتفاعات گستردهٔ شرقی، جنوبی و غربی حوزه محصور است. حد غربی این حوزه را ارتفاعات مرز ایران و ترکیه تشکیل می‌دهد که از غرب سلماس تا غرب اشنویه و شمال پیرانشهر کشیده شده است.
بخش بزرگی از آب این دریاچه از رودخانه‌های زرینه‌رود، سیمینه‌رود، تلخه رود، گدار چای، باراندوزچای، شهرچای، نازلی چای و زولاچای تغذیه می‌شده است. مهم‌ترین جزایر این دریاچه عبارت اند از جزیره کبودان، اشک داغی، آرزو و اسپیر. مدیرکل مدیریت بحران آذربایجان غربی در سال ۱۴۰۱ گفت طی بیش از دو دهه گذشته، هرسال به‌طور متوسط ۴۰ سانتی‌متر از ارتفاع دریاچه ارومیه کاسته شده و اکنون ۹۵ درصد این دریاچه خشک شده است.
در ۱۳ آذر ۱۴۰۱ محمدصادق معتمدیان دبیر کارگروه ملی نجات دریاچه ارومیه بیان کرد وضعیت دریاچه ارومیه روبه بهبود است.
در پی کاهش بارندگی، دریاچه ارومیه در تابستان ۱۴۰۴ با کمترین سطح آب در دهه‌های اخیر مواجه شده و بخش شمالی آن در آستانهٔ خشک شدن کامل قرار دارد. این وضعیت بحرانی، نتیجهٔ مجموعه‌ای از عوامل انسانی و طبیعی است. مهم‌ترین دلایل آن شامل ساخت و بهره‌برداری بی‌رویه از بیش از ۹۰ سد در حوضهٔ آبریز، برداشت بی‌رویه از آب‌های زیرزمینی، کشاورزی ناپایدار و انتقال منابع آب بدون ارزیابی زیست‌محیطی، همراه با کاهش بارش و افزایش تبخیر در اثر تغییرات اقلیمی است. مجموعهٔ این عوامل در سایهٔ بی‌توجهی و سهل‌انگاری نهادهای مسئول در مدیریت منابع آب و حفاظت محیط زیست شدت یافته‌اند.

## تاریخ
تاریخ دریاچه ارومیه به دوران باستان بازمی‌گردد. رومیان به دریاچه ماتیانوس و در متون اولیه فارسی آن را دریاچه اسپوتا می‌شناختند.
این دریاچه در زمان امپراتوری هخامنشیان بخش مهمی از تمدن ایرانیان بوده است که از آن برای حمل و نقل، ماهیگیری و آبیاری استفاده می‌شده است. در دوره اشکانیان و ساسانیان این دریاچه به مرکز تولید نمک تبدیل شد.
در طول دوره اسلامی، دریاچه با تولید نمک، ماهی و مروارید، همچنان یک منبع مهم اقتصادی بود. شهر تبریز که در مجاورت دریاچه قرار داشت به قطب تجاری بزرگ تبدیل شد.
در قرن بیستم، این دریاچه به دلیل فعالیت‌های انسانی مانند استفاده بیش از حد از منابع آب، ساخت سدها و تغییرات آب و هوایی با چالش‌های زیست‌محیطی زیادی مواجه شد. این دریاچه شروع به کوچک شدن کرد و باعث آسیب زیست‌محیطی قابل توجهی شد. علی‌رغم این تلاش‌ها، دریاچه همچنان در وضعیت بحرانی قرار دارد و سطح آب همچنان در حال کاهش است. حفظ این دریاچه باستانی یک چالش مداوم برای آینده است.

## شیمی
یونهای اصلی موجود در آب دریاچه ارومیه شامل است بر Na+، K+، Ca2+، Li+، و Mg2+ می‌باشد که Cl−، SO42−، و HCO3− آنیون‌های اصلی می‌باشند. غلظت Na+ و Cl− به‌طور تقریبی چهار برابر آب دریاهای آزاد می‌باشد. غلظت سدیم در بخش جنوبی دریاچه اندکی بیشتر از غلظت آن در بخش شمالی دریاچه است.

## حوضهٔ آبریز
دریاچه ارومیه بزرگ‌ترین آبگیر دایمی در آسیای غربی در شمال غرب فلات ایران قرار گرفته است. حوضهٔ آبریز دریاچه ارومیه، ۵۱٬۸۷۶ کیلومتر مربع است معادل بیش از ۳٪ مساحت کل کشور ایران می‌باشد. این حوضچه توسط مجموع ۶۰ رودخانه سیرآب می‌شود که ۲۱ رودخانه دایمی یا فصلی هستند و ۳۹تای آن‌ها دوره‌ای می‌باشند. از این میان زرینه رود (جیغاتی چای)، سیمینه رود (طاطائو چای) و آجی چای (تلخه‌رود) ورودی‌های اصلی به دریاچه ارومیه می‌بودند.
این حوضه با داشتن دشت‌هایی مانند دشت ارومیه، تبریز، آذرشهر، بوکان، بناب، ملکان، میاندوآب، مهاباد، نقده، سلماس، پیرانشهر و اشنویه، یکی از کانون‌های ارزشمند فعالیت کشاورزی و دامداری در ایران به‌شمار می‌رود. سد بزرگ مخزنی بوکان نقش مهمی در حفظ این دریاچه تاکنون داشته است.

### سد سازی در حوضه دریاچه ارومیه
طی دهه‌های گذشته سدسازی گسترده و برداشت آب قابل توجهی در حوضه آبریز دریاچه ارومیه انجام شده است. وزارت نیرو از این سدها دفاع می‌کند و وجود آنها را برای دریاچه خیلی مضر نمی‌داند، اما منتقدان معتقدند این سدها به علت دگرگون کردن جریان طبیعی رودخانه‌هایی که آب دریاچه را تغذیه می‌کردند، اثرات تعیین‌کننده‌ای در کاهش آب دریاچه داشته‌اند.

### نام سدهای ساخته شده در حوضه دریاچه ارومیه (تا سال ۱۳۹۶)
1. سد پارام استان آذربایجان شرقی.
2. سد چوغان (جوقان) استان آذربایجان شرقی.
3. سد آمند تبریز استان آذربایجان شرقی.
4. سد اردلان استان آذربایجان شرقی.
5. سد تاجیار سراب استان آذربایجان شرقی.
6. سد تیل استان آذربایجان شرقی.
7. سد حسنلو استان آذربایجان غربی.
8. سد ده گرچی اشنویه استان آذربایجان غربی.
9. سد زولاچای استان آذربایجان غربی.
10. سد ساروق (گوگردچی) استان آذربایجان غربی.
11. سد شهرچائی استان آذربایجان غربی.
12. سد علویان مراغه استان آذربایجان شرقی.
13. سد شهید کاظمی بوکان استان آذربایجان غربی.
14. سد قاضی کندی استان آذربایجان شرقی.
15. سد قلعه چای عجبشیر استان آذربایجان شرقی.
16. سد قوریچای قوشاچای (میاندوآب) استان آذربایجان غربی.
17. سد قیصرق استان آذربایجان شرقی.
18. سد کردکندی استان آذربایجان شرقی.
19. سد مقصودلو استان آذربایجان شرقی.
20. سد ملا یعقوب استان آذربایجان شرقی.
21. سد ملک کیان استان آذربایجان شرقی.
22. سد مهاباد استان آذربایجان غربی.
23. سد نهند استان آذربایجان شرقی.[۱۲]

### نام سدهای در دست ساخت در حوضه اصلی آبریز دریاچه ارومیه (سال ۱۳۹۶)
1. سد اشنویه (چپر آباد) استان آذربایجان غربی.
2. سد چراغ ویس استان کردستان.
3. سد امام چای استان آذربایجان شرقی.
4. سد باراندوزچای استان آذربایجان غربی.
5. سد سیمینه رود استان آذربایجان غربی.
6. سد شهید مدنی (ونیار) استان آذربایجان شرقی.
7. سد لیلان چای استان آذربایجان شرقی.
8. سد نازلوچای استان آذربایجان غربی.
9. سد خراسانه بوکان استان آذربایجان غربی.
10. سد دیرعلی استان آذربایجان غربی.[۱۳]

### نام سدهای در دست مطالعه حوضه اصلی آبریز دریاچه ارومیه (سال ۱۳۹۶)
1. سد چهرگان – مرحله اول – استان آذربایجان شرقی.
2. سد آتمیان – در مرحله شناسائی – استان آذربایجان شرقی.
3. سد آجرلو – در مرحله اول – استان آذربایجان غربی.
4. سد آلقو – در مرحله شناسائی – استان آذربایجان شرقی.
5. سد ابرغان – در مرحله اول – استان آذربایجان شرقی.
6. سد باروق (قطار) – در مرحله دوم – استان آذربایجان غربی.
7. سد ترپ – مرحله دوم – استان آذربایجان شرقی.
8. سد تسوج – در مرحله اول – استان آذربایجان شرقی.
9. سد توپچی – در مرحله اول – استان آذربایجان شرقی.
10. سد خانم گلی – در مرحله اول – استان آذربایجان غربی.
11. سد خراجوچای – در مرحله دوم – استان آذربایجان شرقی.
12. سد دوش – در مرحله دوم – استان آذربایجان شرقی.
13. سد ساینجق – در مرحله اول – استان آذربایجان شرقی.
14. سد سردار آباد – در مرحله اول – استان آذربایجان شرقی.
15. سد سنته – در مرحله دوم – استان کردستان.
16. سد سینیخ چای – در مرحله اول – استان آذربایجان شرقی.
17. سد شورسو – در مرحله اول – استان آذربایجان شرقی.
18. سد عباس‌آباد هریس – مرحله شناسائی – استان آذربایجان شرقی.
19. سد عسگرآباد – در مرحله شناسائی – استان آذربایجان شرقی.
20. سد قاشقیه – در مرحله اول – استان آذربایجان شرقی.
21. سد کهریز – در مرحله اول – استان آذربایجان شرقی.
22. سد مردق چای (قره ناز) – در مرحله دوم – استان آذربایجان شرقی.
23. سد مرخز – در مرحله اول – استان کردستان.
24. سد هرزورز هریس (خارج بستر) – در مرحله اول – استان آذربایجان شرقی.
25. سد کردکند (قپلانتو) – در مرحله اول – استان آذربایجان شرقی.
26. سد زره شوران – در مرحله اول -استان آذربایجان غربی.
27. سد قینرجه – در مرحله اول – استان آذربایجان غربی.
28. سد خلیفان – در مرحله اول – استان آذربایجان غربی.
29. سد زید کندی – در مرحله اول – استان آذربایجان غربی.
30. سد مامالو – در مرحله اول – استان آذربایجان غربی.
31. سد بردوک – در مرحله اول – استان آذربایجان غربی.
32. سد فلکان – در مرحله اول – استان آذربایجان غربی.
33. سد رشکان – در مرحله اول – استان آذربایجان غربی.
34. سد خانقاه سرخ – در مرحله دوم – استان آذربایجان غربی.
35. سد گل تپه مهاباد – در مرحله اول – استان آذربایجان غربی.
36. سد شیرمرد – در مرحله اول – استان آذربایجان غربی.
37. سد قیزقاپان – در مرحله اول – استان آذربایجان غربی.
38. سد حاجی بابا – در مرحله اول – استان آذربایجان غربی.
39. سد بالیقچی – در مرحله اول – استان آذربایجان غربی.
40. سد یزدکان – در مرحله دوم – استان آذربایجان غربی.
41. سد سیرلر بستان آباد – مرحله اول – آذربایجان شرقی.[۱۴]

## زیست‌بوم
بر اساس لیست تنوع زیستی پارک ملی دریاچه ارومیه که در سال ۲۰۱۴ و ۲۰۱۶ ارائه شده است پارک ملی دریاچه ارومیه مسکن ۶۲ گونه باکتری و آرکئوباکتر، ۴۲ گونه قارچ‌های میکروسکوپی، ۲۰ گونه جلبک، ۳۱۱ گونه گیاه، ۵ گونه نرم‌تنان دو کفه‌ای (رودخانه‌های جزایر)، ۲۲۶ گونه از پرندگان، ۲۷ گونه خزنده و دوزیست و ۲۴ گونه از پستانداران می‌باشد. همچنین دست کم ۴۷ گونه فسیل یافته شده است این زیست‌بوم به صورت بین‌المللی توسط یونسکو به عنوان منطقه تحت حفاظت به ثبت رسیده است. سازمان محیط زیست ایران اکثر نقاط این دریاچه را به عنوان پارک ملی شناسایی نموده است.
این دریاچه با داشتن بیش از یک‌صد جزیره کوچک صخره‌ای محل توقف پرندگان مهاجر از جمله فلامینگو، پلیکان، کفچه‌نوک، اکراس، لک‌لک، اردک پیسه، نوک‌خنجری٬
چوب‌پا، و مرغ نوروزی می‌باشد.
به خاطر شوری بیش از حد دریاچه هیچ نوع ماهی در این دریاچه زندگی نمی‌کند. با این‌حال دریاچه ارومیه یکی از زیست‌گاه‌های مهم سخت‌پوست آرتمیا شناخته می‌شود. این سخت پوست یکی از منابع اصلی تغذیه پرندگان مهاجر از جمله فلامینگو به‌شمار می‌آید. در اوایل سال ۲۰۱۳ از رئیس وقت مرکز مطالعات آرتمیای ارومیه نقل شد که آرتمیا در این دریاچه منقرض شده است. این نظر توسط برخی کارشناسان دیگر رد شده است.
در بهمن ۱۳۹۴ رئیس مرکز تحقیقات آرتمیای کشور عنوان داشت که بر پایه بررسی‌ها آرتمیای زنده در دریاچه ارومیه وجود ندارد.
یوسفعلی اسدپور افزود: در سه ماه اول سال جاری به علت وجود آب و ورود کافی آن به دریاچه ارومیه در مصب رودخانه‌های آن آرتمیا شروع به زندگی کرد که متأسفانه با خشکسالی تابستانه این موجودات نابود شدند.

### پارک ملی دریاچه ارومیه
دریاچه ارومیه در سال ۱۳۵۲ در فهرست پارک‌های ملی ایران به ثبت رسید. پارک ملی دریاچه ارومیه، از زیستگاه‌های طبیعی جانوران در ایران می‌باشد. این پارک ملی با وسعت ۴۶۲۶۰۰ هکتار همچنین یکی از ۹ ذخیره‌گاه زیست‌کره در ایران است.

## خشک شدن دریاچه

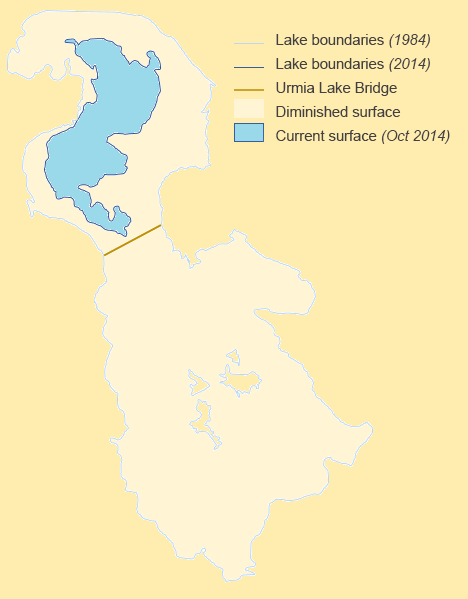
سطح دریاچه ارومیه پیش و پس از خشکیدن

### دلایل خشک شدن
این دریاچه از اواسط دهه ۸۰ شروع به خشک شدن کرد و امروزه در خطر خشک شدن کامل قرار دارد. بررسی تصاویر ماهواره‌ای نشان می‌دهد که در سال ۲۰۱۵ دریاچه ۸۸ درصد مساحت خود را از دست داده (گزارش‌های قبلی تنها به از دست رفتن ۲۵ تا ۵۰ درصد مساحت دریاچه اشاره کرده بودند). 
از سال ۱۹۷۰، به خاطر سد سازی‌ها، انحراف آب کشاورزیٰ، تغییرات آب و هوایی دریاچهٔ ارومیه یکی از نشان‌ها خشک شدن اب ایران است. در سال ۱۹۹۷ ارز مرحله دریاچهٔ ارومیه  ۵۰۰۰ کیلومتر مربع ولی در ۲۰۱۳ ۵۰۰ کیلومتر مربع شد.
دلایل بسیاری برای خشک شدن دریاچه ذکر شده است. کاهش بارندگی، برداشت بی‌رویه آب از منابع ورودی، سدسازی‌های ایران و ترکیه، استفاده از منابع سطحی توسط کشاورزان، حفر چاه‌های غیرمجاز، و اجرای طرح‌های عمرانی بدون ملاحظات زیست‌محیطی از دلایل اصلی افت مداوم تراز آبی دریاچه تا سال ۱۴۰۴ عنوان می‌شود. تحقیق جدیدی توسط چند تن از محققان در آمریکای شمالی نشان می‌دهد که خشک‌سالی تنها باعث کاهش ۵ درصدی بارش در حوزه آبریز دریاچه شده و عوامل انسانی شامل پروژه‌های جاه‌طلبانه توسعه اقتصادی-آبی به همراه ساخت بزرگراه ۱۵ کیلومتری بر روی دریاچه با دریچه کوچک ۱/۲ کیلومتری وضعیت دریاچه را به بحران کشانیده است که برای ساخت آن از کوه مجاورت دریاچه استفاده کردند. تا سال ۲۰۱۲ بیش از دویست سد بر روی رودخانه‌های حوزه آبریز این دریاچه در مرحله آماده بهره‌برداری، یا پایان مراحل طراحی بودند.
در اولین هفته از آبان ۱۳۹۴ خورشیدی، تراز آب دریاچه ارومیه ۱۲۷۰٫۰۴ متر اعلام شد که نسبت به آبان سال ۱۳۹۳ خورشیدی، ۴۰ سانتیمتر کاهش نشان می‌داد. محمدحسین حسن‌زاده، مدیرکل محیط زیست استان، اعلام کرد که در اردیبهشت ۱۴۰۴، سطح آب دریاچه در ارتفاع ۱۲۷۰.۲۶ متر از سطح دریاهای آزاد قرار دارد.
روزنامه اقتصاد پویا در سرمقاله‌ای مقصر خشکیدن دریاچه ارومیه را مردم و نمایندگانی معرفی کرد که برای تأمین نیازهای کشاورزی و خانگی آذربایجان، بارها خواستار انتقال آب رودخانه‌هایی که به دریاچه ارومیه می‌ریزند به نقاط دیگر شده‌اند و از مقامات حکومتی درخواست داشتند تا آب این رودخانه‌ها برای تأمین نیاز باغ‌های مراغه و دیگر شهرهای استان استفاده شود یا با فشار بسیار بر مسئولان، طرح پل میان‌گذر دریاچه ارومیه را اجرایی کردند. برخی کارشناسان معتقدند: برای نجات دریاچه ارومیه به جای خشکاندن ارس و از بین بردن زمین‌های بارور نقاط دیگر، باید از مصرف آب کاسته شود و به وزارت نیرو اجازه داده شود تا آب رودخانه‌هایی را که به‌طور طبیعی به دریاچه ارومیه می‌ریخته‌اند دوباره به دریاچه ارومیه بریزند.
توسعه نامتوازن اراضی کشاورزی یکی از دلایل خشک شدن دریاچه ارومیه شمرده می‌شود. از دهه هشتاد شمسی میزان اراضی کشاورزی حوضه آبریز از ۳۶۰ هکتار به بیش از ۶۰۰ هزار هکتار افزایش پیدا کرده است. رئیس حوضه آبریز دریاچه ارومیه نیز مهم ترین علت ناترازی بیلان آب در دریاچه ارومیه را مصارف بالای بخش کشاورزی و همچنین بهره‌وری پایین و استفاده‌های غیرمجاز کشاورزی می داند. عیسی کلانتری، رییس وقت سازمان حفاظت محیط زیست، در جلسه ستاد احیای دریاچه ارومیه گفته است: «با وجود مصوبه جلوگیری از توسعه سطح زیرکشت آبی در حوضه دریاچه ارومیه، سالانه 8 هزار هکتار سطح زیر کشت آبی در حوضه توسعه پیدا کرده است که معادل 240 میلیون متر مکعبی افزایش مصرف آب است.»
یکی دیگر از جنبه های کمتر پرداخته شده، کاهش شدید حقابه از سمت استان آذربایجان شرقی است. مدیرکل حفاظت محیط زیست آذربایجان غربی گفته بود: «کل حجم جریان ورودی به دریاچه ارومیه در سال آبی ۱۴۰۴ تا تاریخ ۱۱ خرداد، ۴۴۰ میلیون مترمکعب بوده که از این میزان، تنها ۸ میلیون مترمکعب از طریق رودخانه‌های منتهی به دریاچه در استان آذربایجان شرقی تأمین شده است»،که زیر ۲٪ از کل آب ورودی به دریاچه است.
همچنین پروژه‌های سخت‌افزاری کارگروه ملی نجات دریاچه ارومیه با وجود تکمیل، به دلیل عدم تخصیص آب از سمت تبریز منجر به افزایش آب ورودی به دریاچه نشده است. مدیرکل حفاظت محیط زیست آذربایجان غربی افزود : «یکی از مهم‌ترین این پروژه‌ها، تکمیل تصفیه‌خانه‌های فاضلاب شهر‌های تبریز و ارومیه و انتقال پساب استانداردسازی‌شده به دریاچه ارومیه بود. طبق برنامه، مقرر شده بود سالانه ۱۵۰ میلیون مترمکعب از تبریز و ۵۲ میلیون مترمکعب از ارومیه به دریاچه منتقل شود، اما با گذشت بیش از چهار سال از تکمیل پروژه‌ها، هنوز هدف تعیین شده برای تصفیه خانه شهر تبریز محقق نشده است.» ایشان افزود، ورودی آب از شرق دریاچه بسیار ناچیز و در حد کمتر از ۵ درصد تعهدات است.

### مخاطرات خشک شدن دریاچه
در نیمه دهه ۹۰ یکی از اعضای ستاد احیای دریاچه ارومیه گفته بود: «از زمانی که دریاچه خشک شده است، تشعشعات فرابنفش در آن منطقه دو و نیم برابر افزایش داشته که همه این مسائل بر سلامت مردم تأثیر می‌گذارد».برخی کارشناسان محیط زیست پیش‌بینی می‌کنند در صورت خشک شدن این دریاچه هوای معتدل منطقه تبدیل به هوای گرمسیری با بادهای نمکی خواهد شد و زیست‌محیط منطقه تغییر خواهد کرد. علاوه بر نمک بسیاری از آلودگی‌های شامل فلزات سمی سنگین مورد استفاده در صنعت و مواد سمی مورد استفاده در کشاورزی به آب‌های سطحی و زیر سطحی مرتبط با دریاچه نفوذ کرده‌اند و در صورت خشک شدن دریاچه بسیاری از از مواد سمی هوازی شده و خطرات بیماری‌های تنفسی برای زیست‌بوم و مردم منطقه به وجود خواهد آورد. با این حال هنوز اقدام جدی برای نجات دریاچه صورت نگرفته
کارشناسان و فعالان محیط زیست اعتقاد دارند خطر خشک شدن دریاچه ارومیه تا شعاع ۵۰۰ کیلومتری این دریاچه را تهدید می‌کند. پیش‌بینی شده در صورت خشک شدن احتمالی این دریاچه، شاهد بارش باران نمک در بسیاری از استان‌های همجوار باشیم که این امر به به آواره شدن ۱۳ میلیون نفر منجر خواهد شد.
پزشک متخصص رادیوتراپی و آنکولوژی، خشک شدن دریاچه اورمیه را یکی از چالش‌انگیزترین موضوعات ملی دانست. وی گفت: «متأسفانه تأثیرات خشکی دریاچه بر روی سلامت مردم مورد غفلت قرار گرفته است.» وی اضافه کرد که در مورد تبعات خشک شدن دریاچه ارومیه تا حالا هیچ‌گونه اطلاع‌رسانی دقیقی برای سلامت افراد انجام نشده است. درحالی‌که طوفان‌های نمکی حاصل از خشکی شدن دریاچه می‌تواند بر روی سلامت افراد تأثیر گذار باشد و ضروریست این موضوع به روش کاملاً علمی و دقیق به اطلاع مردم برسد.
در اعتراض به خشک شدن دریاچه در فروردین سال ۱۳۹۰ اعتراض‌های متعددی در شهرهای تبریز و ارومیه صورت گرفت.
البته این دریاچه در سال ۱۳۹۸ به علت باران‌های متوالی و خوب دوباره احیا و بیش از ۹۰ سانتی‌متر بر ارتفاع آن افزوده شده است.

### طرح‌های نجات دریاچه
طرح نجات دریاچه ارومیه، گران‌ترین و پرمخاطب‌ترین پروژهٔ زیست‌محیطی ایران است. این طرح تا سال ۱۴۰۰ بیش از ۱۵ هزار میلیارد تومان هزینه داشته است. یکی از طرح‌هایی که برای نجات دریاچه ارومیه مطرح شده انتقال آب از حوضه‌های آبریز دیگر از جمله رود ارس (آراز چایی) بود که انتقال آن می‌توانست به پر شدن دریاچه ارومیه کمک شایانی کند. به گفتهٔ نادر قاضی‌پور، تنها راه نجات دریاچه ارومیه، استفاده از آب‌های رود ارس (آراز چایی) و شهرستان پیرانشهر است. اما این نظریه با مخالفت‌هایی روبروست. در مرداد ۱۳۹۰ خورشیدی مجلس شورای اسلامی با دو فوریّت طرح انتقال آب به دریاچه ارومیه موافقت نکرد.
اما چندی بعد در جریان تلاش‌ها برای احیای دریاچه ارومیه، آب سد کانی سیب به این دریاچه انتقال یافت. برای این انتقال سد کانی سیب در دی ماه ۱۳۹۹ و تونل ۴۳ کیلومتری انتقال آب از پیرانشهر به دریاچه ارومیه در خرداد ۱۴۰۰ نصف و نیمه افتتاح گردید. که هنوز هم ۶۰۰ متر از عملیات کندن تونل باقی است.

### برنامه نجات دریاچه ارومیه در دولت یازدهم
با انتخاب حسن روحانی به سمت ریاست‌جمهور و شکل‌گیری دولت یازدهم، برنامه نجات دریاچه ارومیه مورد تأکید قرار گرفت و کارگروه ملی نجات دریاچه ارومیه به مدیریت معاون اول رئیس‌جمهور تشکیل شد. موضوعاتی همچون مقابله با ریزگردها، وضعیت کشاورزی و الگوی کشت در منطقه و تعداد زیاد چاه‌های آب مورد بررسی قرار گرفت.
برخی کارشناسان اعتقاد دارند فعالیت‌های ترمیمی انجام شده در این دوره در کنار حمایت‌های مردمی، موجب کاهش روند تخریب دریاچه ارومیه و در برخی بخش‌ها باعث بهبود شرایط شده است.
به رغم برنامه‌ریزی‌های صورت گرفته، وضعیت دریاچه ارومیه وخیم‌تر شد. در ۲۹ مهر ۱۳۹۶ خورشیدی، تراز سطح آب این دریاچه ۱۲۷۰٫۲۵ متر اعلام شد. این تراز نسبت به روز مشابه در سال ۱۳۹۵ خورشیدی، ۲۳ سانتی‌متر و نسبت به میانگین دراز مدت ۴٫۵ متر کاهش نشان می‌داد. مساحت این دریاچه نیز در ۲۹ مهر ۱۳۹۶ خورشیدی، ۱۶۹۸٫۶۴ کیلومتر مربع اعلام شد که نسبت به روز مشابه در سال ۱۳۹۵ خورشیدی، ۲۷۸٫۷۴ کیلومتر مربع و نسبت به میانگین دراز مدت، ۲۸۲۸٫۰۹ کیلومتر مربع کاهش یافته‌بود. حجم آب موجود در این دریاچه نیز در ۲۹ مهر ۱۳۹۶ خورشیدی، ۱٫۰۱ میلیارد متر مکعب اعلام شد که نسبت به روز مشابه در سال ۱۳۹۵ خورشیدی، ۰٫۴۳ میلیارد متر مکعب کاهش را نشان می‌داد. در نیمه اول آبان ۱۳۹۶ خورشیدی نیز اعلام شد که سطح تراز آب دریاچه ارومیه به ۱۲۷۰٫۱۹ متر رسیده است. همچنین اعلام شد که وسعت این دریاچه به ۱۵۹۴ کیلومتر مربع رسیده است. با توجه به بارندگی‌های بهار سال ۱۳۹۸ این دریاچه نیز از آب‌های سر ریز سدها و سیلاب‌ها تغذیه شده است به طوری که طبق گفته مدیر ستاد احیای دریاچه (فرهاد سرخوش) میزان تراز دریاچه بیش از ۱۱۸ سانتی‌متر افزایش داشته و به ۱۲۷۱/۱۹ رسیده است. 

### بهره‌برداری از منابع بستر خشک شده دریاچه
طبق اظهارات کارشناسان، دریاچه ارومیه دارای بیش از هفت میلیارد تن نمک است اما اطلاعات دقیقی از میزان برداشت‌های غیرمجاز و ورود به حریم این پارک ملی در دسترس نیست.
در دی ماه ۱۴۰۲، انتشار تصاویری در فضای مجازی از حرکت چند کامیون بر بستر دریاچه ارومیه و حمل خاک این دریاچه، به شایعات مربوط به استحصال عنصر لیتیوم از شورابه‌های باقی مانده از دریاچه دامن زد. با این حال مقامات مسئول کشوری و استانی و فعالان اقتصادی در بخش معدن استان آذربایجان غربی درستی این شایعات را به کل رد کردند.به گفته رئیس سازمان زمین‌شناسی و اکتشافات‌معدنی کشور، دریاچه ارومیه حاوی لیتیوم می‌باشد، اما مقادیر آن به قدری اندک بوده که هیچ‌کس در ایران نمی‌تواند این میزان اندک را فرآوری کند و اگر برداشت شود اقتصادی نیست. به گفته یکی از اعضای اتاق بازرگانی ارومیه دربارهٔ تصاویر منتشر شده، نمک این دریاچه فعلاً فقط به دست دو شرکت فعال در بخش خصوصی برداشت می‌شود که آن هم در ساخت محصولات شوینده به کار می‌رود.همچنین بنا به گفته رئیس اداره حفاظت محیط زیست ارومیه، یک شرکت چینی درخواست دریافت مجوز برای برداشت شورابه‌های پارک ملی دریاچه ارومیه را داشته که موفق به دریافت مجوز نشده است. این شرکت چینی به دنبال ذخایر «برم» موجود در شورابه‌های دریاچه بوده است.

## کشتیرانی در دریاچه ارومیه
کشتیرانی در دریاچه ارومیه سابقه دیرینه دارد و رونق آن به پیش از حمله مغول بازمی‌گردد. نخستین گزارش‌هایی که از قرن نوزدهم در باب کشتیرانی در دریاچه در دست است، نشان می‌دهد که شناورهایی هرچند تکامل نیافته و با خدمه‌های فاقد مهارت‌های دریانوردی در دریاچه وجود داشت. به گفته اگوست بن تان، افسر فرانسوی که به دربار عباس میرزا در تبریز اعزام شده بود، کشتیرانی در دریاچه ارومیه به علت طوفان‌های ناگهانی با مخاطره همراه بود. ملک قاسم میرزا، پسر فتحعلی‌شاه که در دوران عباس میرزا و محمد شاه حاکم ارومیه بود امتیاز انحصار کشتیرانی در این دریاچه ارومیه را از محمدشاه گرفت و برای بهره‌برداری از این حق، تعدادی از قایق‌های ابتدایی روستاییان سواحل دریاچه را نابود کرد و به صنعتگران روسی که از بنادر دریای مازندران به شیشوان آورده بود، سفارش ساخت کشتی کوچکی را داد که در دریاچه به آب انداخته شد. سپس با استخدام یک استاد کشتی ساز از باکو و تعدادی نجار، کشتی بزرگی با ظرفیت یکصد تن در شیشوان ساخت تا برای حمل کالا به کار رود. ملک قاسم میرزا یک کشتی بادی اختصاصی با کابینی مجلل داشت که فاصله شیشوان تا ارومیه را در سه روز می‌پیمود.
پس از ملک قاسم میرزا، امتیاز کشتیرانی در دریاچه ارومیه به پسرش امامقلی میرزا رسید که ناوگان تجاری اش شامل سه کشتی بادی با کف مسطح بود که هر یک با یک دوجین خدمه ظرفیت حمل بیست تن بار داشتند. از آنجا که تردد این شناورها به وزش باد موافق بستگی داشت، حرکتاش نامنظم و با تأخیر همراه بود. تفاوت عمده حق کشتیرانی امامقلی میرزا با ملک قاسم میرزا این بود که او سالانه هزار تومان به دولت می‌پرداخت. امامقلی میرزا از سال ۱۳۰۸ قمری (۱۲۷۰ خورشیدی) کشتی‌های خود را در ازای سالی ۲۷۲۰ تومان هشتصد لیره) به فردی به نام اصلان خان سرهنگ اجاره داد. به گفته اوژن اوبن، وزیر مختار فرانسه، ناوگان امامقلی‌میرزا در سال ۱۳۲۴ قمری (۱۲۸۵ خورشیدی) شامل سه قایق بزرگ بادی، هر یک با نه خدمه، بود که آهن‌آلات و منسوجات روسی را که از اردبیل به مراغه وارد می‌شد، به ارومیه انتقال می‌دادند و در بازگشت، تولیدات کشاورزی ارومیه را حمل می‌کردند. در صورت وزش باد موافق، سفر بین دو کرانه برای این شناورها هشت تا نه ساعت به طول می‌انجامید.
امامقلی میرزا درصدد به آب انداختن کشتی بخار برآمد اما ورود قطعات این کشتی که از اروپا (احتمالاً آلمان) خریداری شده بود، با کارشکنی روسیه روبرو شد تا اینکه با مداخله دولت ایران و صدور فرمانی که امامقلی میرزا و فرزندانش را از انتقال حق امتیاز خود به اتباع خارجه منع می‌کرد، دولت روسیه خیالش از بابت بازشدن پای کشور ثالث به دریاچه ارومیه راحت شد و با عبور قطعات کشتی موافقت کرد. قطعات کشتی را مهندسی آلمانی در کنار دریاچه ارومیه مونتاژ کرد و کشتی را در ربیع‌الاول ۱۳۲۵ قمری (اردیبهشت ۱۲۸۶ خورشیدی) به آب انداخت.
با درگذشت امامقلی‌میرزا، فرزندان او امتیاز کشتیرانی در دریاچه ارومیه را در حدود سال ۱۲۹۳ خورشیدی به یک ارمنی به نام بداغیانس دادند که با شرکت یک انگلیسی به نام استیونز کشتیرانی دریاچه ارومیه را اداره می‌کرد تا اینکه در سال ۱۳۰۳ خورشیدی، دولت رضاخان سردارسپه از مجلس شورای ملی اجازه خواست که همه کشتیها و تأسیسات متعلق به بداغیانس و استیونز را به مبلغ ۳۲۰ هزار تومان خریداری کند. با تصویب این درخواست. از آن پس کشتیرانی در دریاچه ارومیه به مالکیت و انحصار دولت درآمد. در ۲۴ اردیبهشت ۱۳۰۴ به درخواست دولت، مجلس شورای ملی بودجه یکصد و هفتاد هزار تومانی به تصویب رساند که بخشی از آن صرف کشتیرانی در دریاچه ارومیه شود.

## پیشینه
از نخستین اشارات به دریاچه ارومیه کتیبه سدهٔ نهم پیش از میلاد مسیح در شلمنسر سوم (سلطنت بین ۸۵۸–۸۲۴ قبل از میلاد) است که به دو نام در محل دریاچهٔ ارومیه اشاره شده: پرسواه و ماتای (یا میتانی‌ها). هنوز روشن نیست که این نام‌ها به منطقه یا قبیله یا پادشاهی اشاره دارد.
پادشاهی منائیان در تپه حسنلو در جنوب دریاچه بوده است. منائیان به دست متیان مغلوب شدند: مردمان ایرانی مختلفی که سکاها، سرمتی‌ها، یا کیمری شناخته می‌شدند. به درستی معلوم نیست که مردمان نامشان را از دریاچه گرفته‌اند یا دریاچه نامش را از اقوام اطراف گرفته است؛ ولی کشور باستانی متیان نامیده می‌شد که نام لاتین دریاچه از آن گرفته شده است.

### نام‌های تاریخی دریاچه

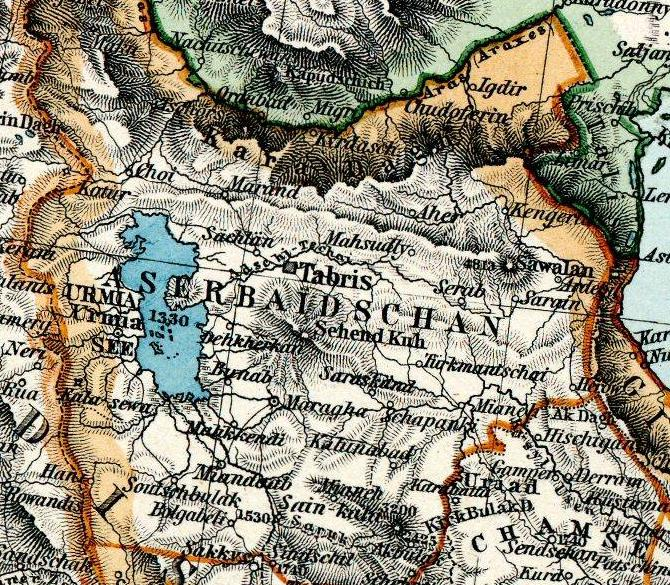
قسمتی از نقشه ایران و توران در دوره قاجاریه، دریاچه ارومیه در سمت چپ نقشه مشهود است.

نام کهن این دریاچه چیچَست بوده است. این واژه، واژه‌ای است از زبان اوستایی و پارسی باستان و تلفظ آن چَئِچَستَ بوده است.
دریاچهٔ چیچست در اسطوره‌های ایرانی نقشی بنیادین دارد. عرصهٔ بسیاری از رویدادهای مهم زندگی کیخسرو، کرانهٔ این دریاچه بوده است.
دژ بهمن که کیخسرو در نبردی غول‌آسا و سهمگین آن را می‌گشاید و از چنگ دیوان به درمی‌آورد، در نزدیکی همین دریاچه بوده و بسیاری از اسطوره‌های دیگر.
در دوران پهلوی به مناسبت پادشاهی رضاشاه پهلوی، به این دریاچه نام رضائیه داده شد.

سیر عقب‌نشینی ساحل دریاچه بین سالهای ۱۳۶۳ و ۱۳۹۰ و ۱۳۹۳ (مشاهده به صورت فیلم)

نام دریاچه در نقشه ایران در دوره افشاریه، دریاچه شاهی (L. of Shahi) ذکر شده است.

#### وجه تسمیه
این دریاچه را در زبان سریانی ارمیا، در عربی ارومیه، در فارسی و ترکی عهد عثمانی ارومیه URMU GÖLÜ نوشته‌اند.
نویسندگان دربارهٔ نام این دریاچه به گونه‌های مختلف داوری کرده‌اند:
پورداود نام اورمیه را ترکیبی از دو واژه آرامی «اور» به معنای شهر و «میاه» به معنای آب نوشته است. در هزوارش پهلوی، نوشته آرامی «میاه» آب خوانده می‌شود، ولی در شهر نامیدن «اور» جای تردید است. «اور» در زبان عبری به معنای نور آمده است…
مینورسکی با تکیه به متنی سریانی که در آن اسم مکانی به نام ارمیت در کنار دریاچه مزبور آمده است، نام اورمیه را «ارومیه» (ارمیا) و به ظاهر سریانی خوانده است.
این نام در متون اسلامی به صورت ارومیه و اُرمی آمده است. مردم محلی دریاچه مزبور را اورمی می‌نامند.
برخی نویسندگان ترک این دریاچه را ارومیه یا رومیه نوشته، و چنین پنداشته‌اند که منسوب به روم شرقی است.
این دیدگاه در همه موارد قاطع نیست، زیرا در نوشته‌های برخی نویسندگان معاصر ترک نیز نام دریاچه به صورت اورمیه آمده است (در متون کهن ایرانی نام این دریاچه به صورت چیچست با یاء مجهول آمده است) واژه اوستایی چیچست به معنای درخشنده و شفاف است گمان می‌رود شوری و ذرات نمک فراوان موجب درخشندگی آن شده باشد. مؤلفان عهد اسلامی اغلب از شوری آب این دریاچه یاد کرده‌اند.
در شاهنامه فردوسی و در نسخه‌ای از نزهة القلوب نام چیچست به صورت خنجست آمده است (بارتولد، که آن را تصحیف همین اسم دانسته‌اند). از دیگر نامهای کهن این دریاچه، کبودان است.
استرابن که در حدود سده ۱م می‌زیسته، این دریاچه را کپوتا نوشته است. پورداود معتقد است نام دو هزار ساله کپوتا باید از واژه کپوت (کبود) در زبان پارسی باستان باشد. در منابع اسلامی نیز این نام به صورت دریای کبوذان و کبودان آمده است.
دریاچه اورمیه را در نوشته‌ها به نام جزیره‌های درون آن نیز خوانده‌اند. یکی از این جزیره‌ها کبودان است. شاید نام جزیره از نام دریاچه یا به عکس گرفته شده باشد.
پورداود نام جزیره را برگرفته از نام دریاچه دانسته است.
بطلمیوس نام دریاچه را مارگیانه (مانتیانه، به احتمال مراغه) نوشته است.
هرودت از قومی با نام ماتینوی یاد کرده که به نام مانتیانه نزدیک است مینورسکی نام مانتیانه را با نام مانّاها که در حوالی این دریاچه می‌زیسته‌اند، نزدیک دانسته است ابوالفدا دریاچه مزبور را «بحیرة تلا» ضبط کرده، دژی را نیز بر کوهی در این دریاچه به همان نام نامیده، و مدعی شده است که هلاکو اموال خود را در آن دژ نهاده بود.
طبری از دژ نام برده، و نوشته است که محمد بن بعیث در ۲۲۰ق به دژی در میان این دریاچه که شاهی نامیده می‌شد، رفت.
پورداود می‌نویسد که این دریاچه را گاه به نام یکی از جزیره‌های بزرگ کوهستانی آن که «شاهی» نام دارد، دریاچه شاهی خوانند.
حمدالله مستوفی آن را به نامهای بحیرة چیچست، دریای شورِ طسوج (طروج) نامیده است.
این دریاچه را اصطخری «بحیرة الشراة» نیز نامیده که به معنای دریاچه خوارج است. این نام به احتمال از آنجا ناشی شده که به نوشته یاقوت در کوه جزیره وسط دریاچه، دژی استوار وجود داشته که ساکنانش بر والیان آذربایجان عاصی بوده‌اند. محتمل است این همان جزیره شاهی یا شاهو باشد که طبری (همان‌جا) از آن یاد کرده، و رشیدالدین آن را «شاهوتله» نوشته است

## نام دریاچه
نام این دریاچه امروزه دریاچه ارومیه است که از نام شهر ارومیه، مرکز استان آذربایجان‌غربی گرفته شده است. در گذشته نام‌های شور دریا و دریای شاهی نیز برای این دریاچه استفاده می‌شد. در دهه ۱۹۳۰ میلادی به هنگام سلطنت رضاشاه این دریاچه به افتخار وی دریاچه رضائیه نامگذاری شد. پس از انقلاب اسلامی ایران در سال ۱۳۵۷ نام دریاچه به نام پیشین خود، دریاچه ارومیه بازگردانده شد که در زبان ترکی به آن اۇرمۇ گؤلۆ گفته می‌شود. در زبان پارسی کهن، این دریاچه چیچست به معنای درخشنده نامیده شده است. در دوران میانه این دریاچه «کبودا» (کبودان) نیز نامیده‌شده که از لغت آزور "azure" در فارسی یا կապույտ یا "Kapuyt/Gabuyd" در زبان ارمنی عاریه گفته شده است. در لاتین این دریاچه لاکوس ماتینوس Lacus Matianus نامیده شده است.
در زبان ارمنی کپوتان (Կապուտան ծով) نام این دریاچه است.
نام این دریاچه در زند اوستا «چیچستا» ذکر شده است و تا زمان حمدالله مستوفی نیز معمول بوده است. مسعودی و ابن حوقل در قرن چهارم آن را کبودان که از لغت ارمنی به معنی «دریاچه آبی» مأخوذ است نامیده‌اند. اصطخری آن را دریاچه ارومیه نوشته و در جای دیگر آن را دریاچه «شراة» یعنی دریاچه مخالفان نامیده زیرا در سواحل آن فرقه‌ای از خوارج به این نام اقامت داشته‌اند. ابوالفدا آن را دریاچه «تلا» که معنای آن معلوم نیست نامیده است. مستوفی اغلب آن را چیچست نامیده و «دریا شور» هم به آن گفته و به مناسبت شهر مهمی که در ساحل شمالی آن بوده دریاچه طروج یا طسوج هم نامیده است.

## ستاد احیای دریاچه ارومیه
ستاد ملی احیای دریاچه ارومیه یا ستاد ملی مدیریت حوضه آبخیز دریاچه ارومیه یک نهاد سیاست‌گذاری و اجرایی دولتی با هدف مدیریت یکپارچه منابع آبی حوضه آبریز دریاچه ارومیه، مقابله با بحران زیست‌محیطی و اقتصادی مرتبط با مدیریت منابع آب منطقه و بازگرداندن تراز آب اکولوژیک دریاچه ارومیه است. ساختار این نهاد به صورت فرادستگاهی و فرا استانی به شکل یک شورای عالی به ریاست نهاد ریاست جمهوری و معاون اول ریاست جمهور طراحی شده است.
این ستاد بعد از ایجاد خود در سال ۱۳۸۹ از نظر ساختاری در طول ۱۳ سال اول فعالیت خود سه نوع ستاد احیاء را به خود دید. از سال ۱۳۸۹ تا ۱۳۹۲ ستاد اجرایی مدیریت حوضهٔ آبخیز دریاچه ارومیه با دبیرخانه مستقر سازمان حفاظت محیط‌زیست و دبیرخانه‌های مستقر در استان‌های مجاور و جلسات در سطح استانی (ارومیه، تبریز) یا در وزارتخانه‌های مرتبط (وزارت نیرو و سازمان حفاظت محیط زیست) برگزار می‌شد. از سال ۱۳۹۲ تا ۱۴۰۰ ستاد احیای دریاچه ارومیه تمرکز بیشتر زیر نظر ریاست جمهوری با دبیرخانه مستقر در دانشگاه صنعتی شریف داشت و مدیریت کارها و پروژه‌ها به‌جای شرکت‌های فنی و مهندسی تخصصی به این دانشگاه سپرده شد. از سال ۱۴۰۰ تاکنون با دبیرخانه مستقر در استانداری آذربایجان غربی است.

## نگارخانه
پیش از آغاز روند خشکیدن دریاچه

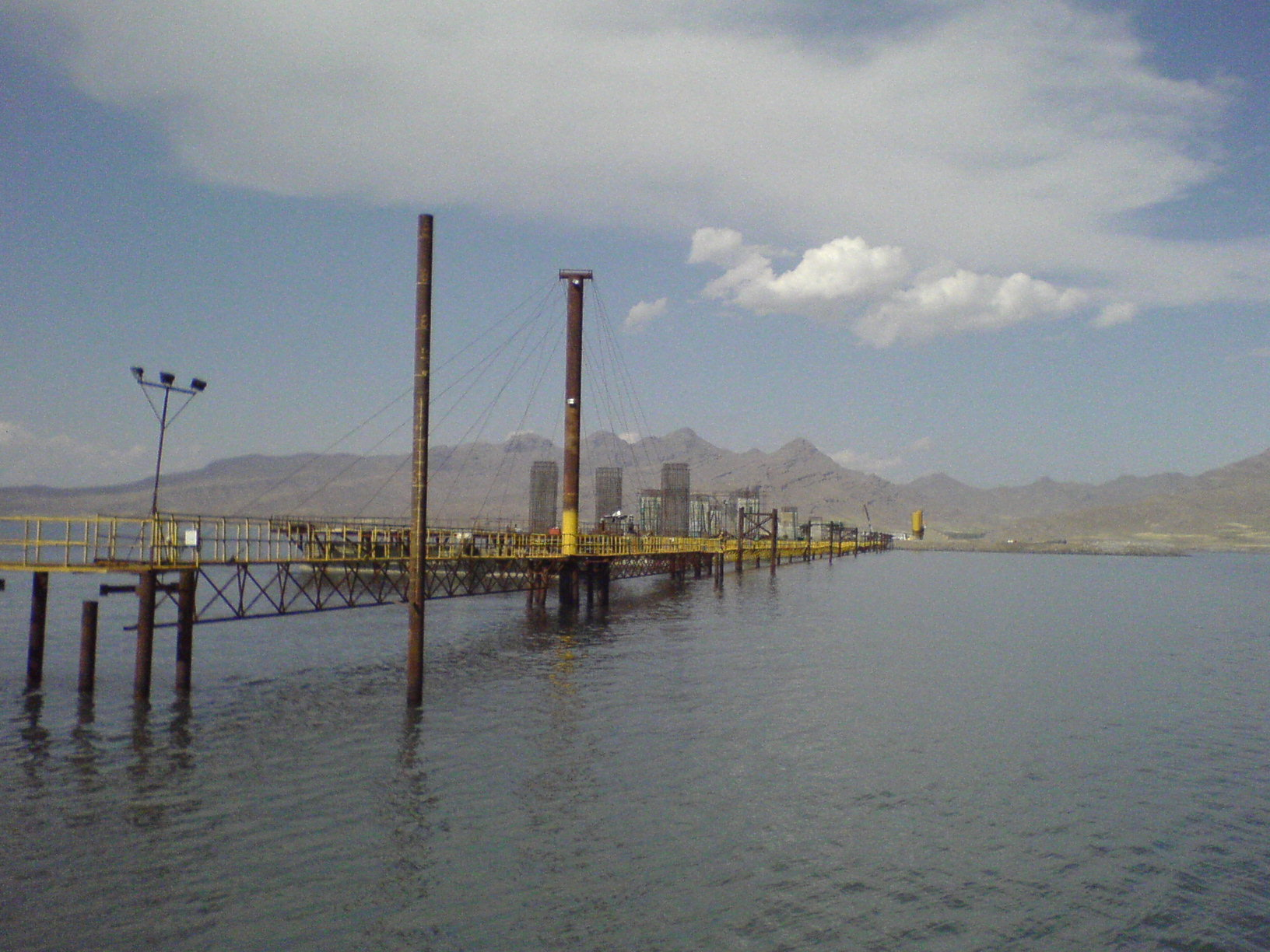
پل میانگذر دریاچهٔ ارومیه در زمان احداث، ژوئن ۲۰۰۷. برخی احداث بزرگراه با تنها دهنه ۱/۲ کیلومتری از عوامل تشدید خشکیدن دریاچه می‌دانند.
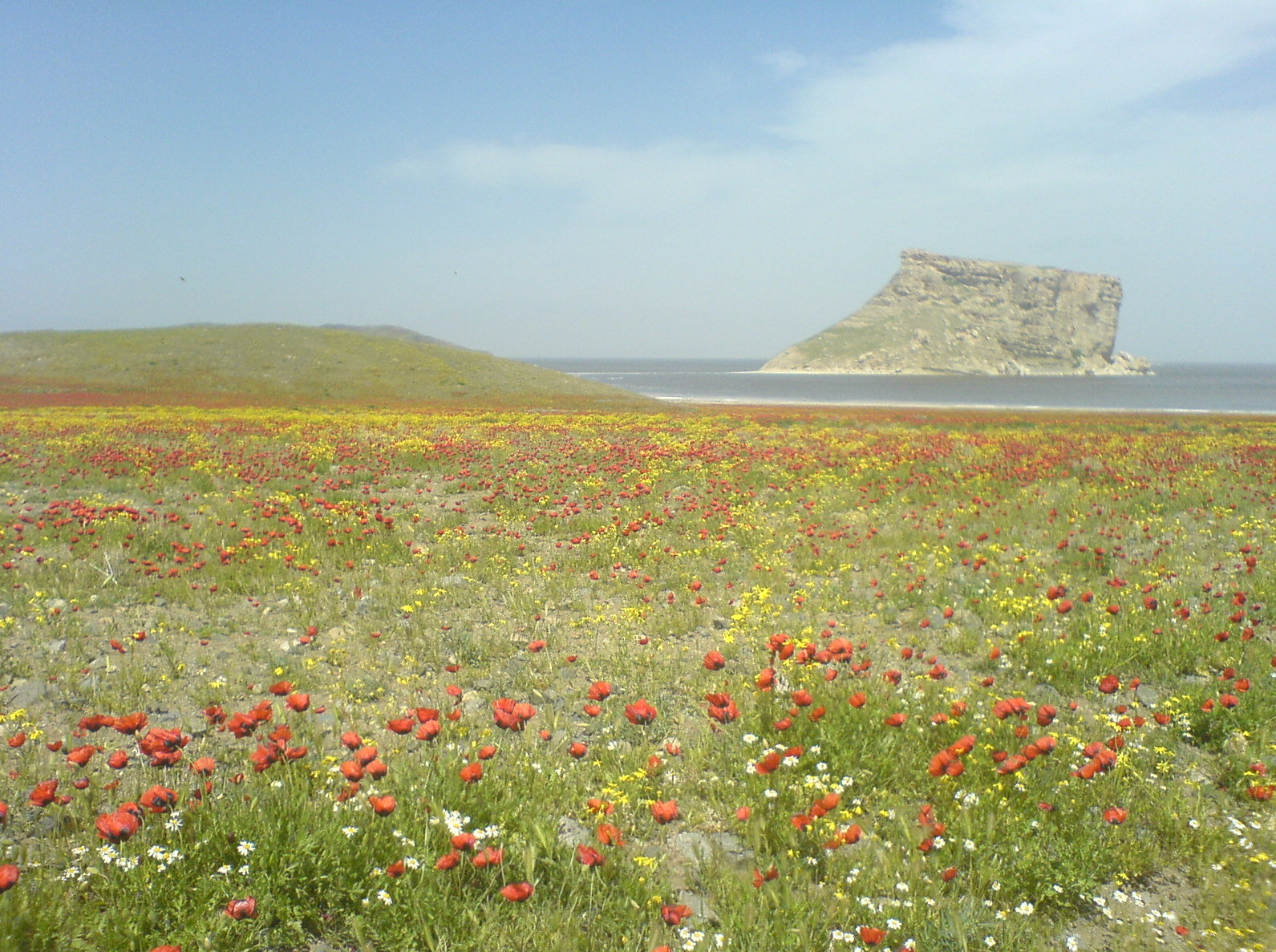
منطقه کاظم‌داشی، ساحل غربی دریاچه ارومیه.

پس از آغاز روند خشکیدن دریاچه

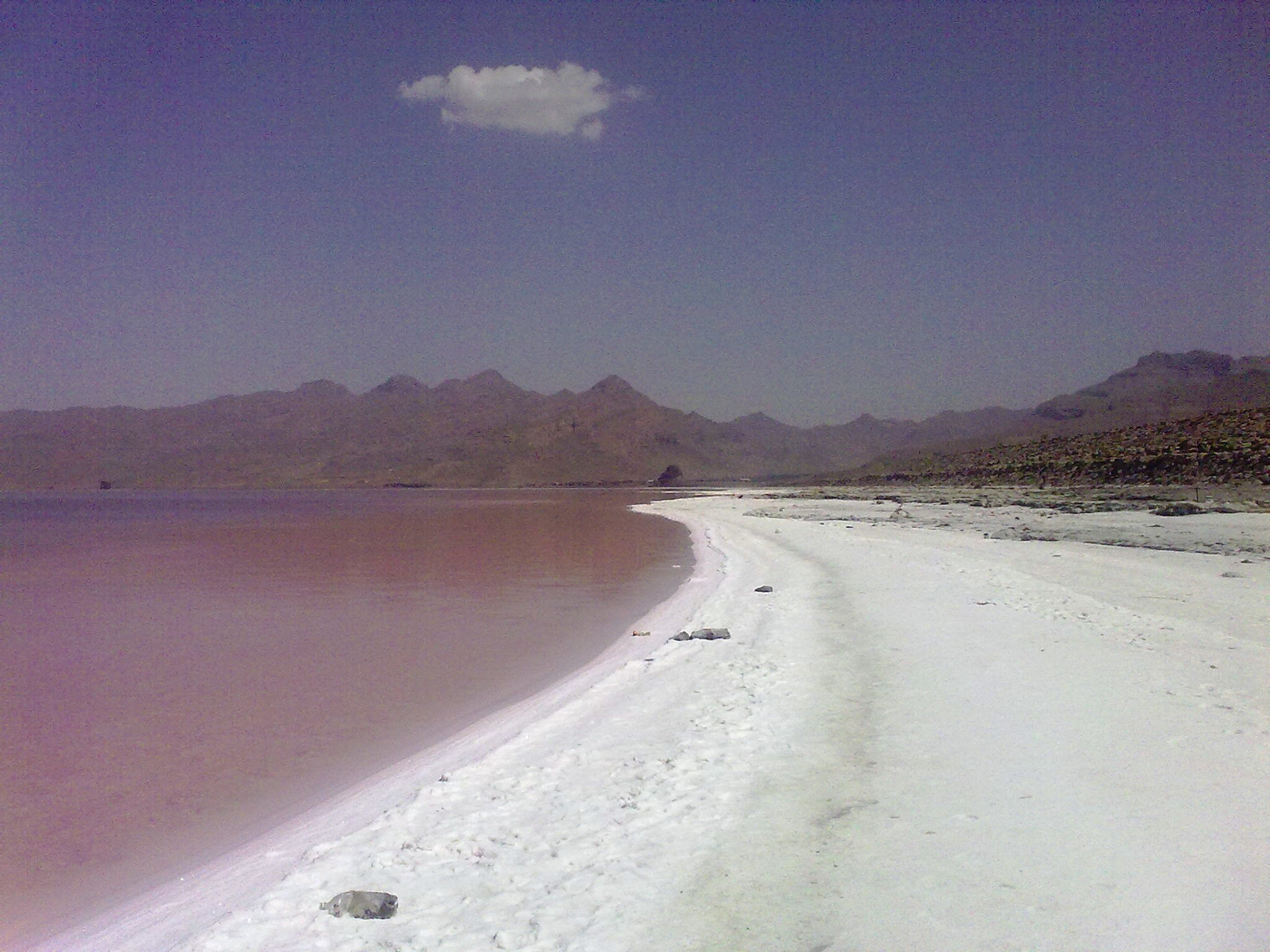
دریاچه ارومیه سال ۱۳۸۹.
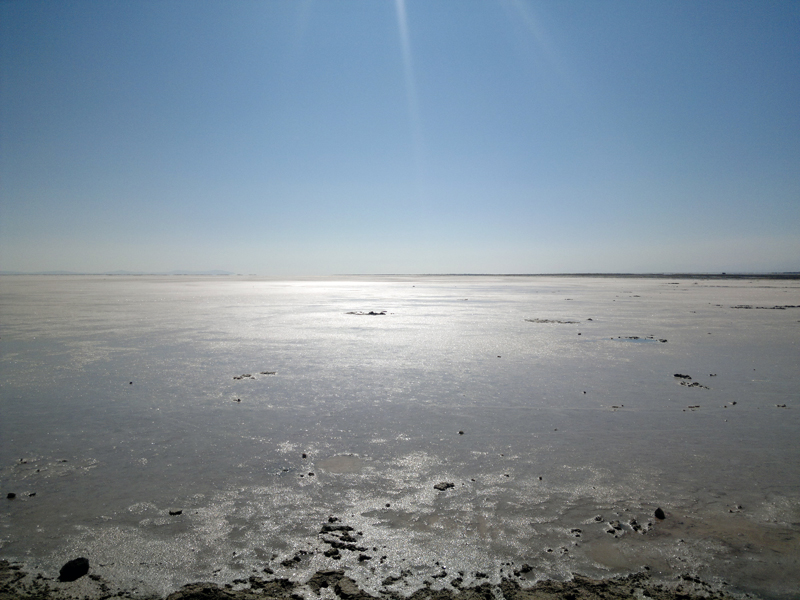
غرب دریاچه ارومیه (مهر ۱۳۹۱).
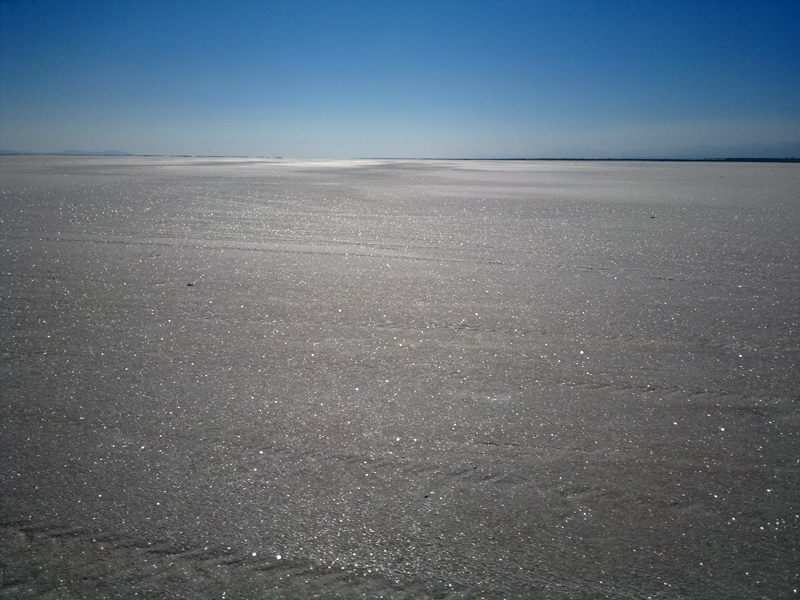
غرب دریاچه ارومیه (مهر ۱۳۹۱).
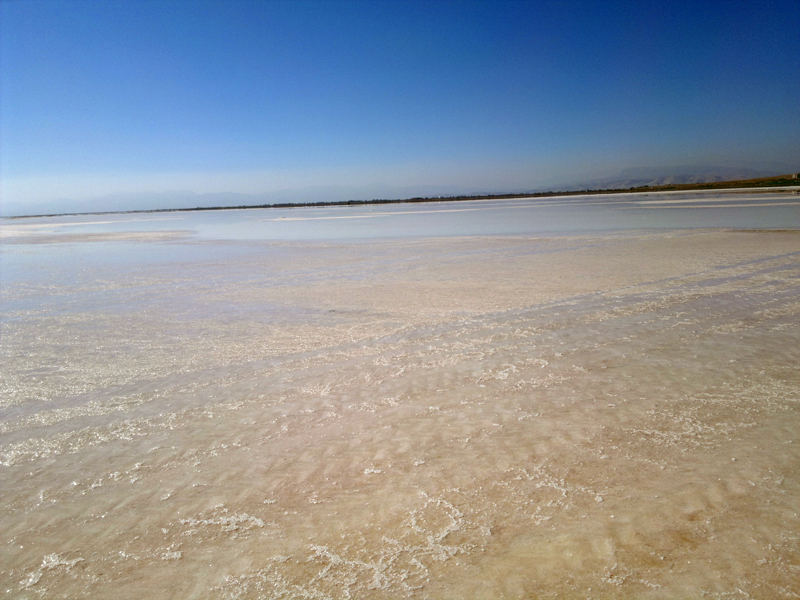
غرب دریاچه ارومیه (مهر ۱۳۹۱).
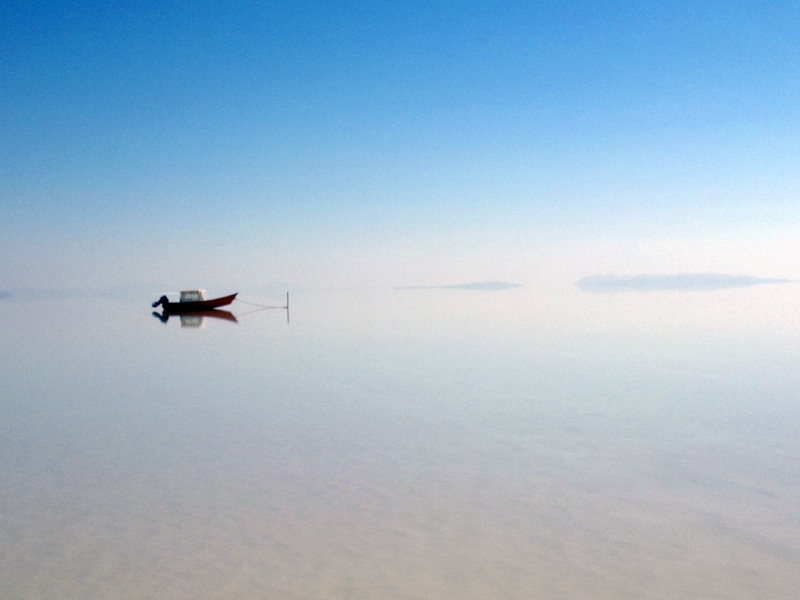
قایق به نمک نشسته بر کف دریاچه، غرب دریاچه ارومیه (مهر ۱۳۹۱).
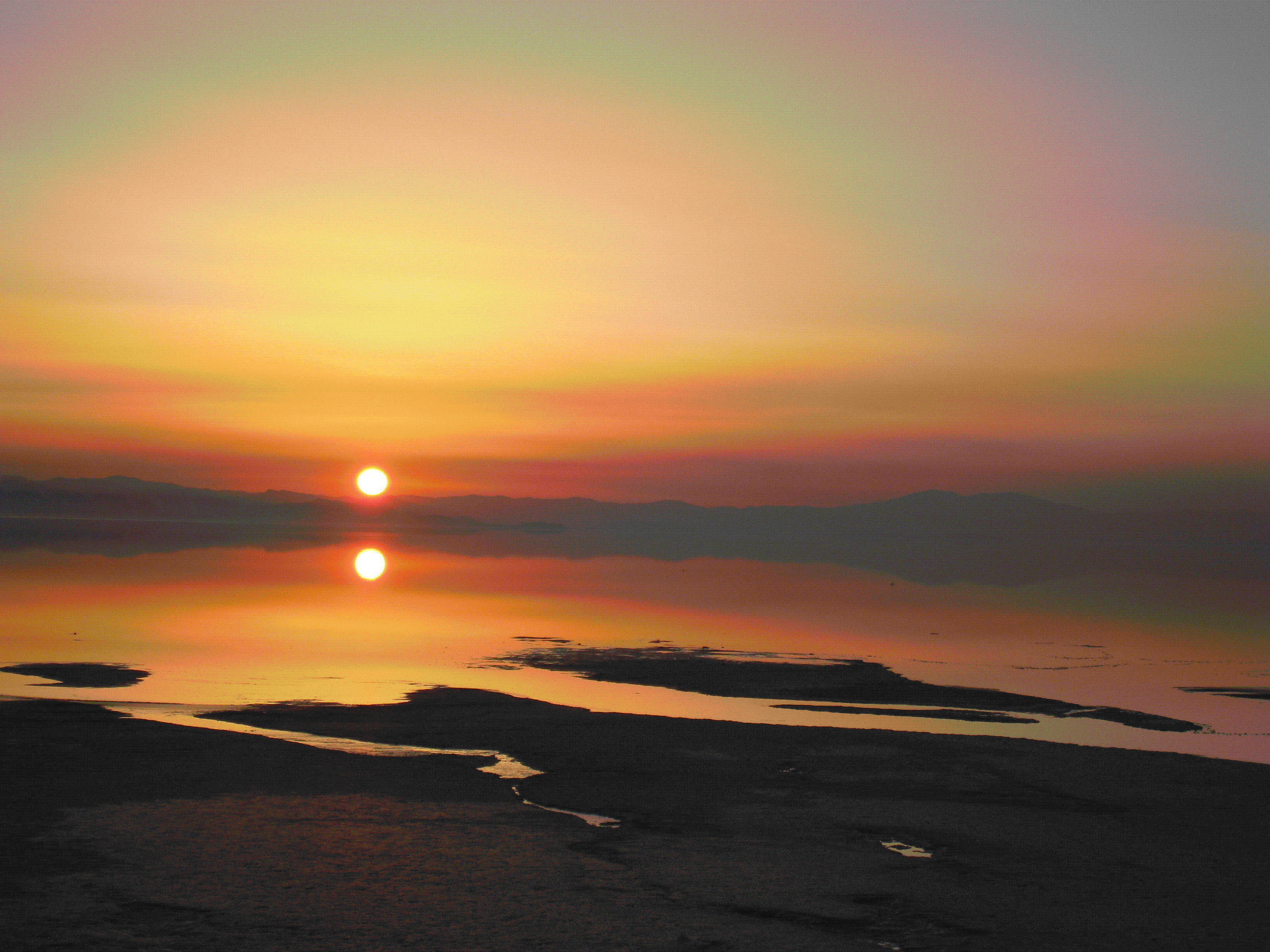
غروب در ساحل شرقی دریاچه ارومیه، بندر شرفخانه، شهرستان شبستر.

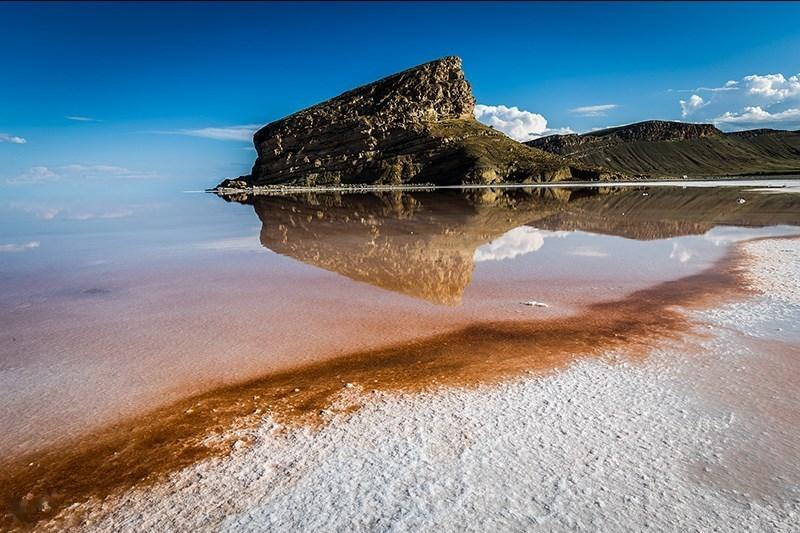
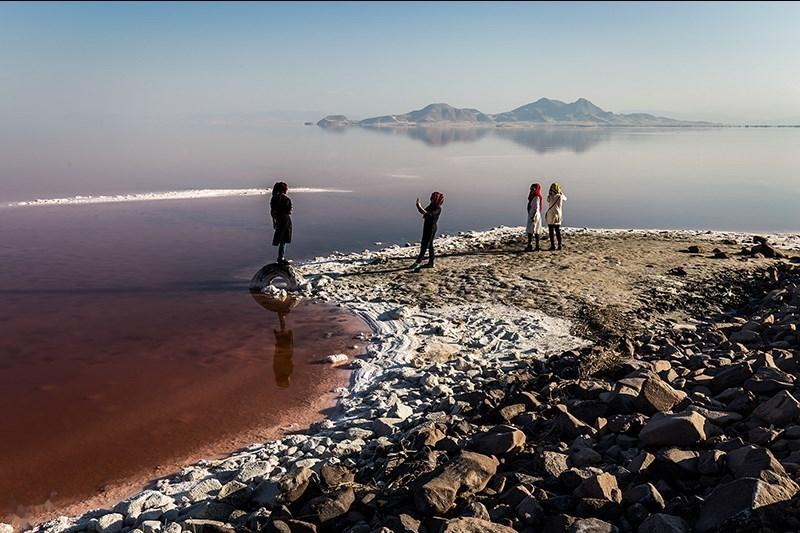
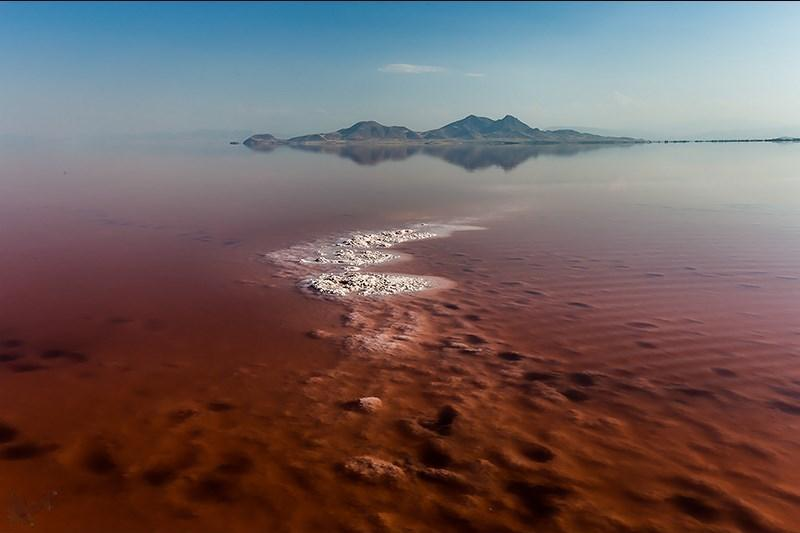
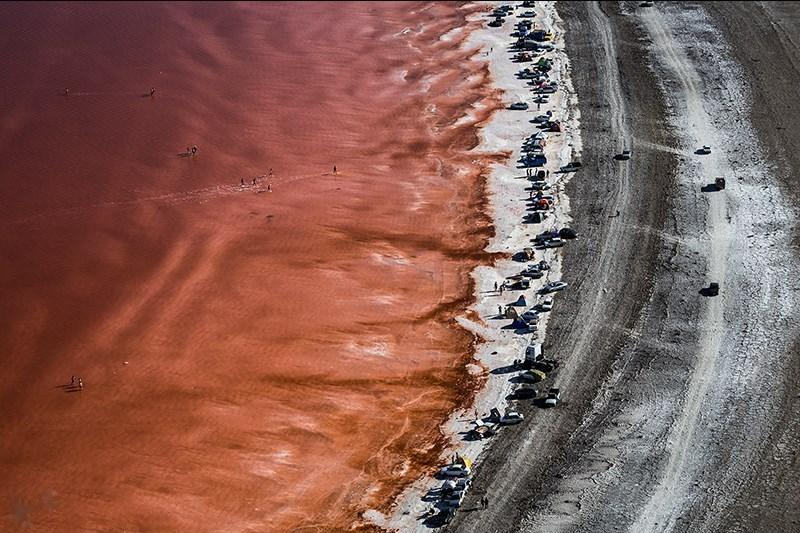
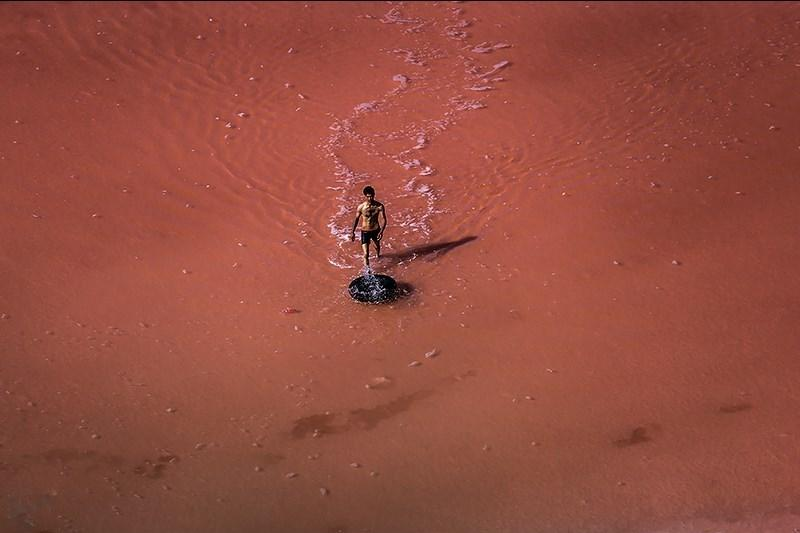
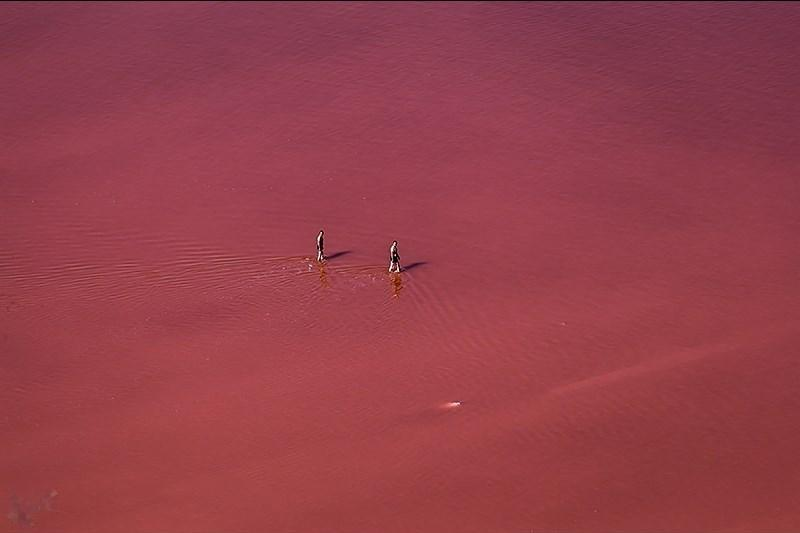
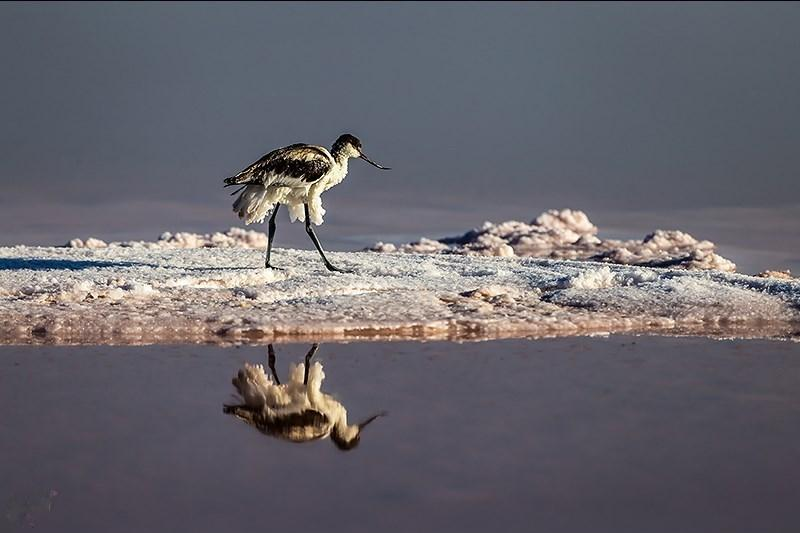
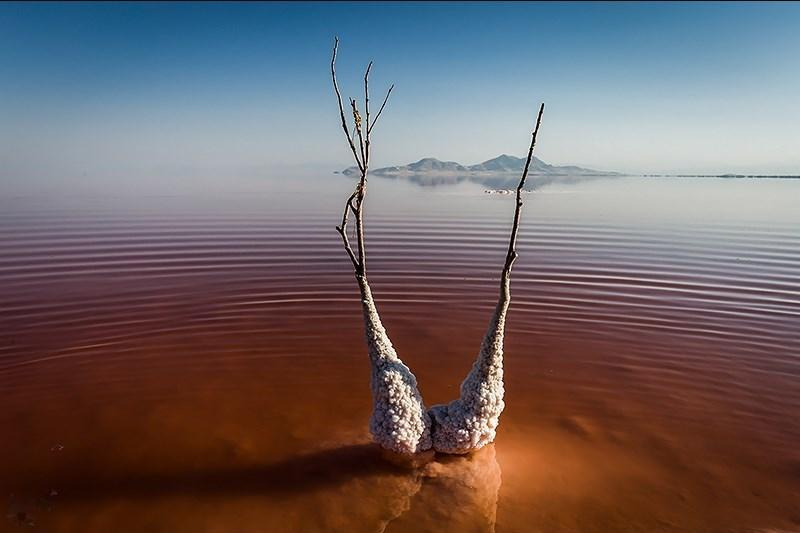
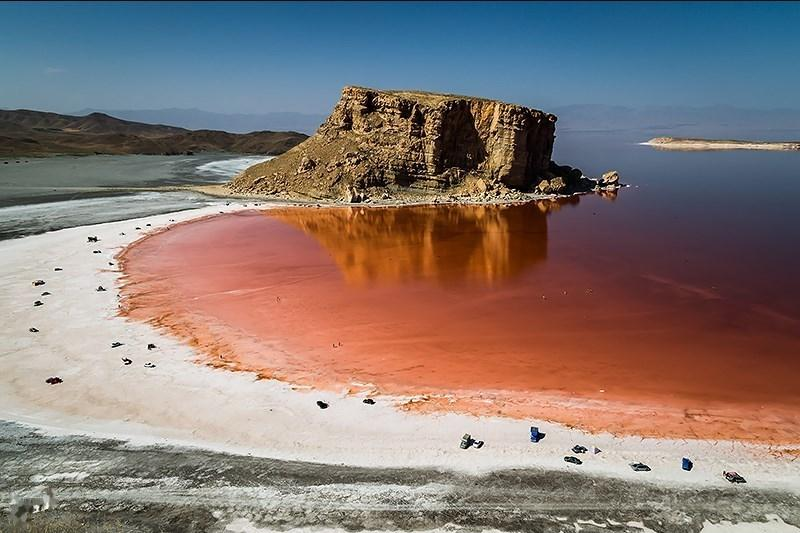
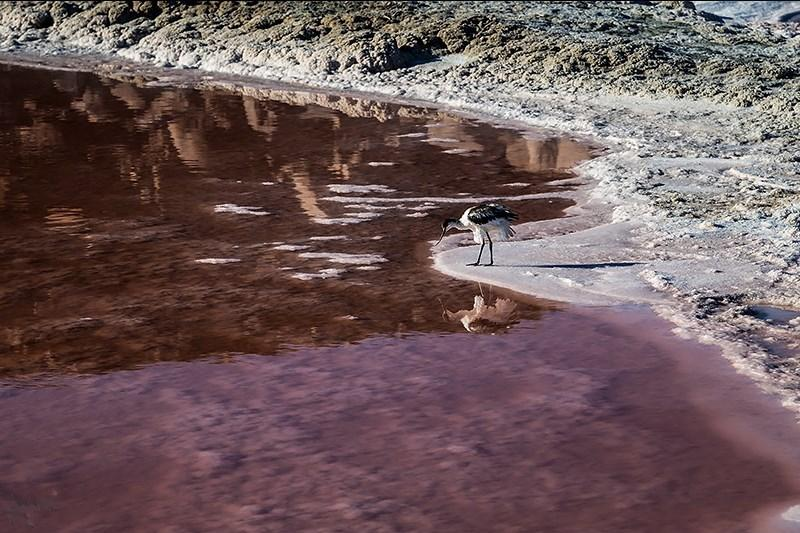
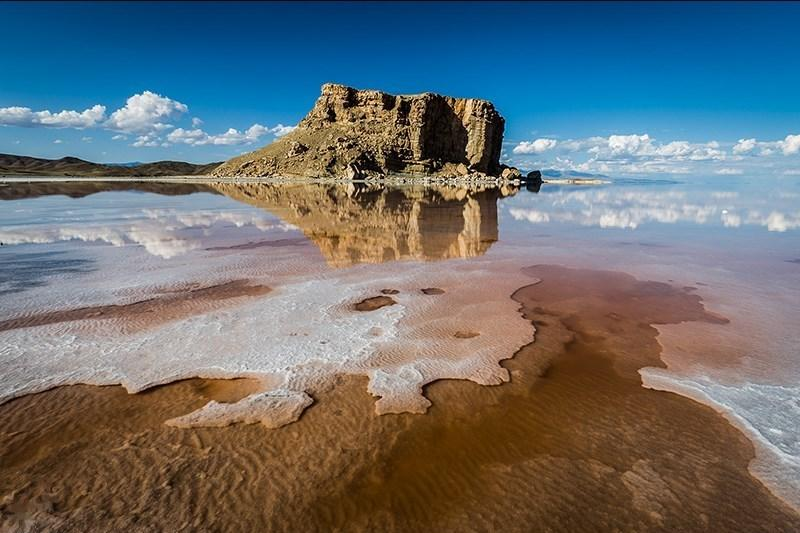

سُرخ‌شدن بخشی از دریاچه ارومیه